# Johann Werner (Politiker)
Johann Werner (* 1573 in Langenschade; † 23. Februar 1651 in Dresden) war ein deutscher Politiker, Dresdner Ratsherr und Bürgermeister.

## Leben
Johann Werner stammte aus dem kleinen Ort Langenschade im Amt Saalfeld in Thüringen. Spätestens ab 1616 lebte er in Dresden und erwarb in diesem Jahr das Bürgerrecht. Beruflich arbeitete er als Gastwirt und war Inhaber des Gasthofes „Stern“ am Poppitz in der Wilsdruffer Vorstadt.
Im Jahr 1618 ist Werner erstmals im Verzeichnis der Dresdner Ratsmitglieder aufgeführt. 1641 wurde er auf Lebenszeit zu einem der drei Bürgermeister der Stadt gewählt, die sich gemäß der geltenden Ratsordnung im Drei-Jahres-Rhythmus abwechselten. Demnach hatte er auch in den Jahren 1644, 1647 und 1650 das Amt des regierenden Bürgermeisters inne. Während seiner letzten Amtszeit verstarb er im 78. Lebensjahr und wurde in der Sophienkirche beigesetzt.